# Tour de télécommunication de Stuttgart

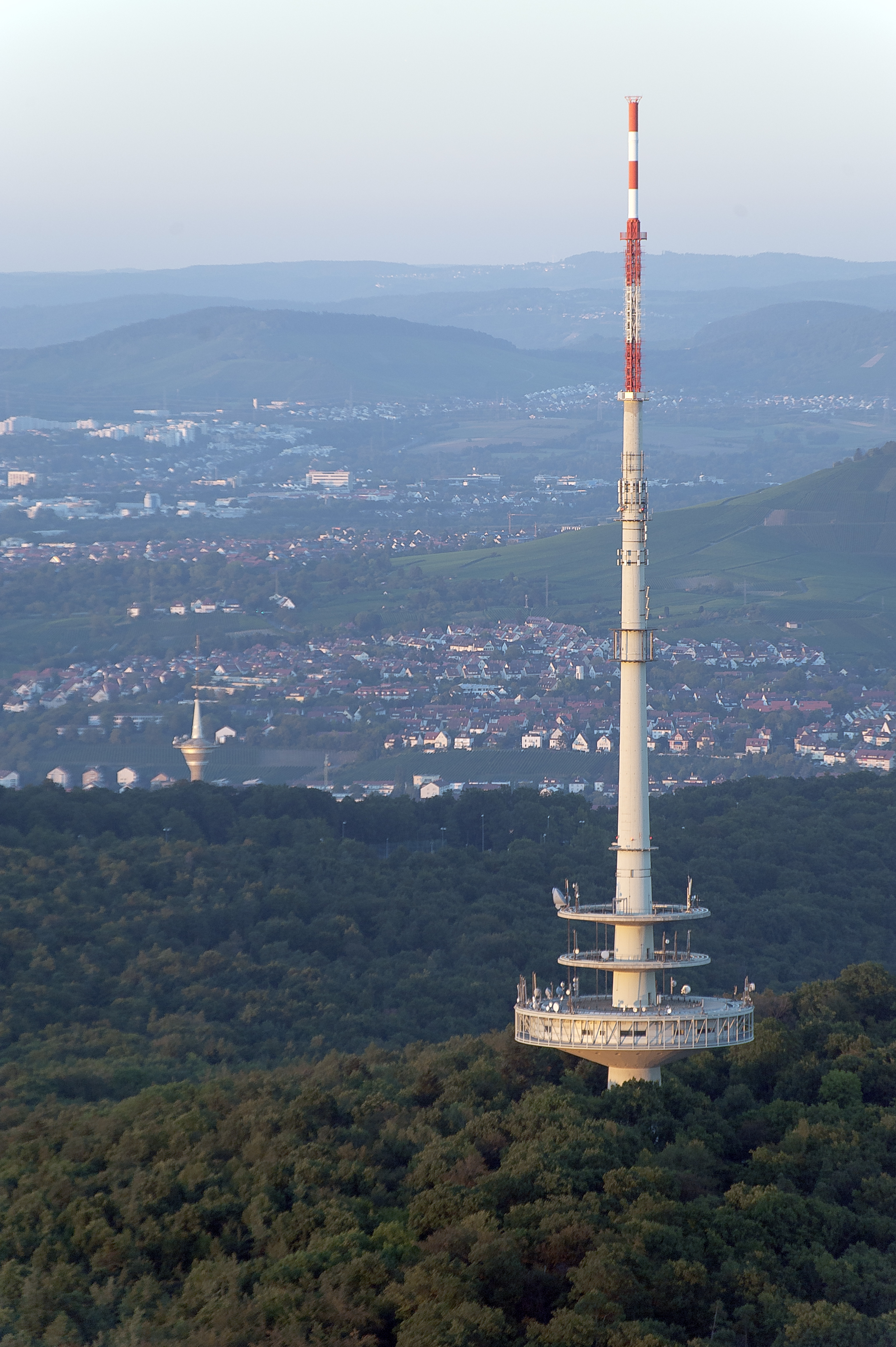
Fernmeldeturm Stuttgart

La Tour de télécommunication de Stuttgart (en allemand, Stuttgarter Fernmeldeturm) est située sur une colline appelée Frauenkopf, (coordonnées géographiques : 48° 45′ 53″ N, 9° 12′ 26″ E). Sa hauteur est de 192,4 mètres.
Elle est utilisée pour l'émission des ondes hertziennes (radio – en modulation de fréquence notamment –, et télévision).
À la différence de sa voisine la Tour de télévision de Stuttgart (Stuttgarter Fernsehturm), de plus petite taille et dont elle a pris le relais, elle n'est pas accessible au public. Elle est également proche d'une petite tour (Tour hertzienne de Stuttgart) servant aux communications de la police de Stuttgart.
Appartenant à la société Deutsche Telekom AG, la tour a été construite en béton armé, de 1970 à 1972, par les firmes Siemens-Bauunion und Wayss & Freytag, sur les plans des architectes Leonhardt, Andrä et associés.
Elle est dotée d'un centre de contrôle technique d'un diamètre de 40,6 mètres, situé à 33,78 mètres hauteur au-dessus du sol. Ce centre d'opérations est surmonté d'un pylône intégrant les équipements d'émission radio-électriques.
La tour de télécommunication de Stuttgart est périodiquement équipée, au moment des fêtes de fin d'année, d'équipements lumineux décoratifs.